# Tsen Tou Jilin
Tsen Tou Jilin – chiński klub hokeja na lodzie z siedzibą w Jilin.

## Historia
Klub został założony w 2017 i w tym roku został przyjęty do rosyjskich rozgrywek drugiego poziomu Wyższej Hokejowej Ligi, (drugą chińską drużyną wprowadzoną do WHL była wtedy Kunlun Red Star Heilongjiang). Ekipa TTJ uczestniczyła w edycjach WHL 2017/2018, 2018/2019, 2019/2020. W 2019 głównym trenerem krótkotrwale był Rawil Gusmanow. Z powodu pandemii COVID-19 klub został wycofany z rozgrywek przed sezonem 2020/2021, analogicznie jak wszystkie inne zespoły nierosyjskie